# GEE (radionavigazione)
Il GEE o AMES (Air Ministry Experimental Station) Type 7000 fu un sistema di radionavigazione britannico usato dalla Royal Air Force durante la seconda guerra mondiale. Il GEE fu concepito per incrementare la precisione dei bombardieri del Bomber Command.

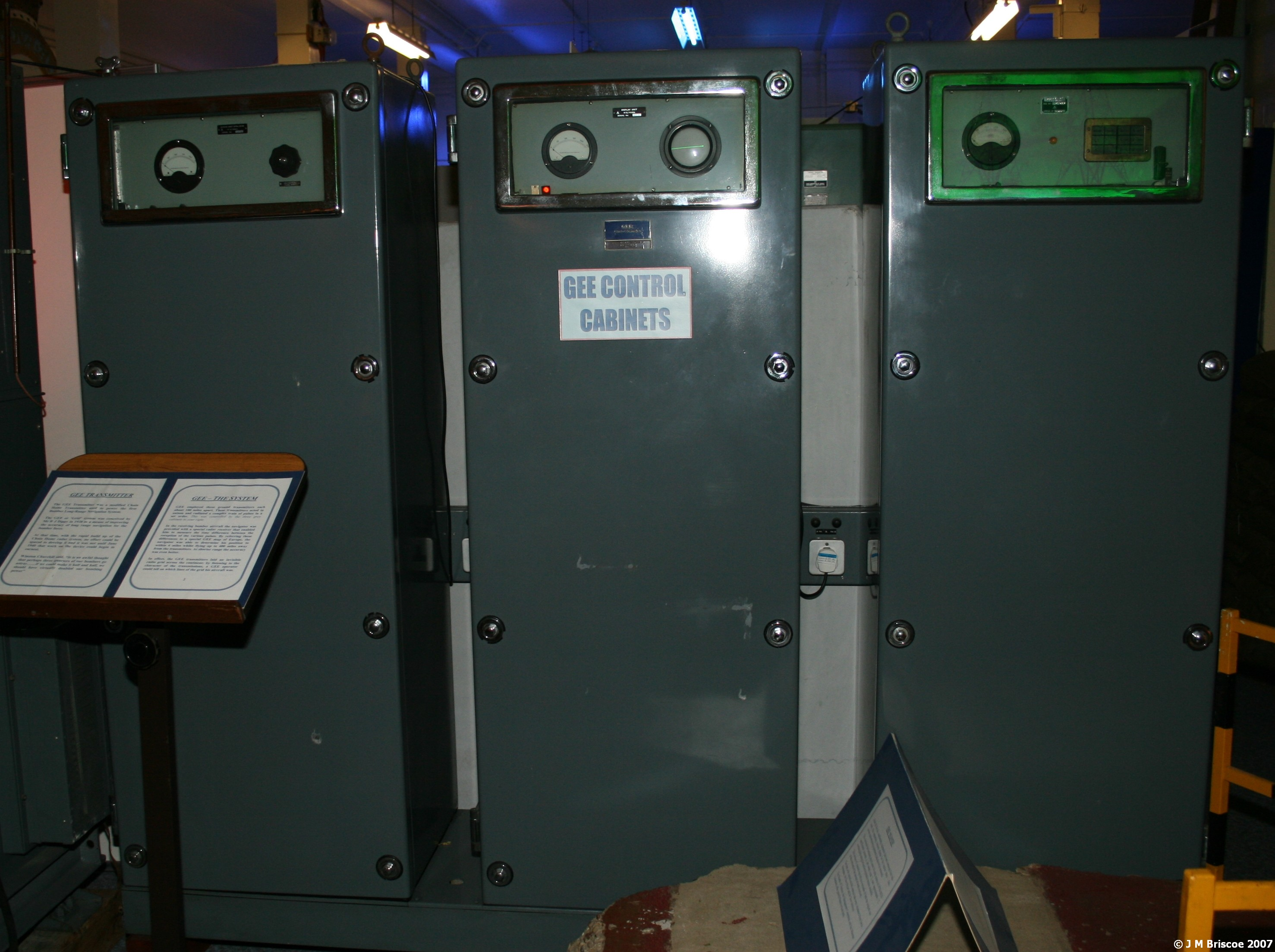
Cabine di controllo

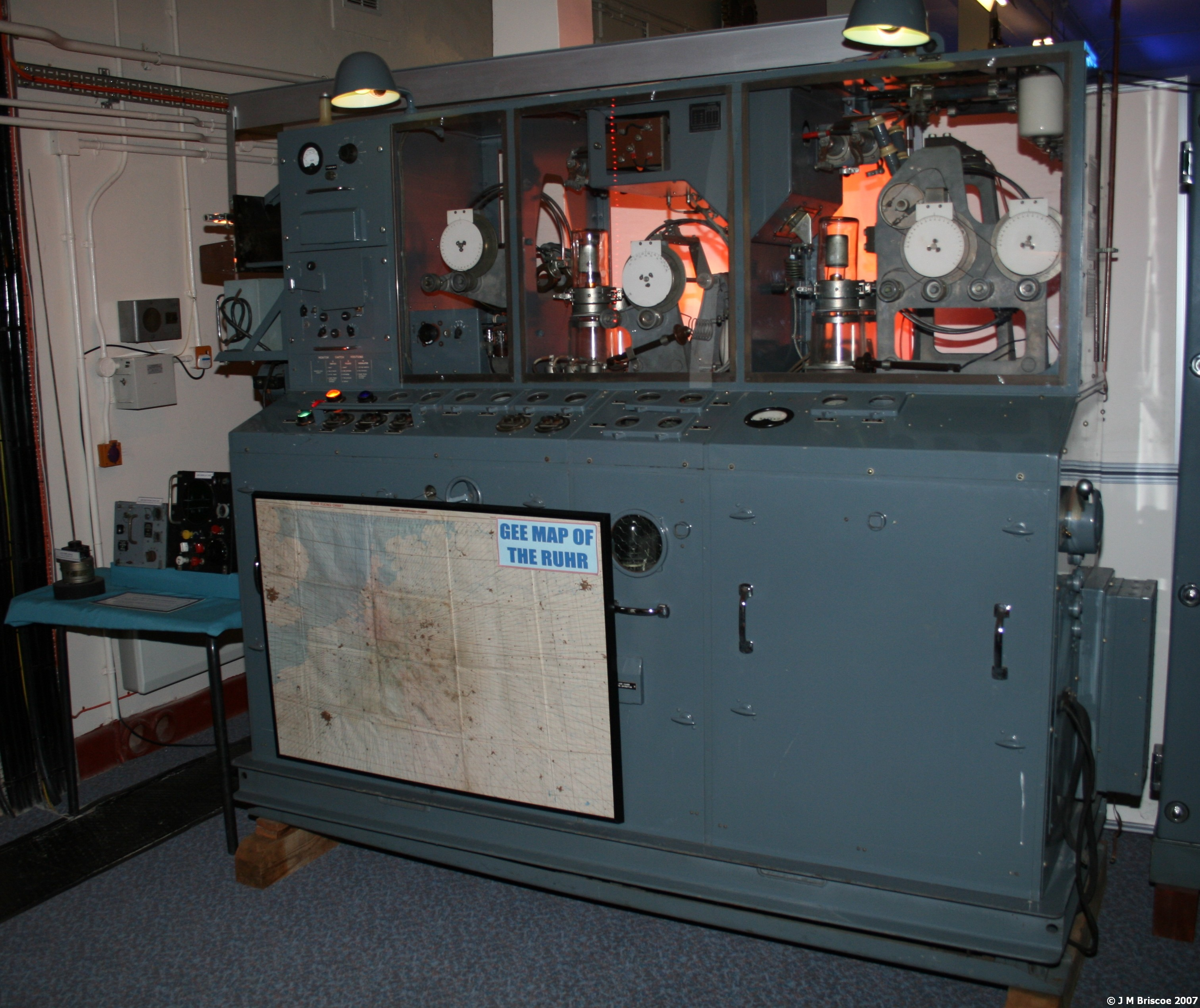
Trasmettitore GEE

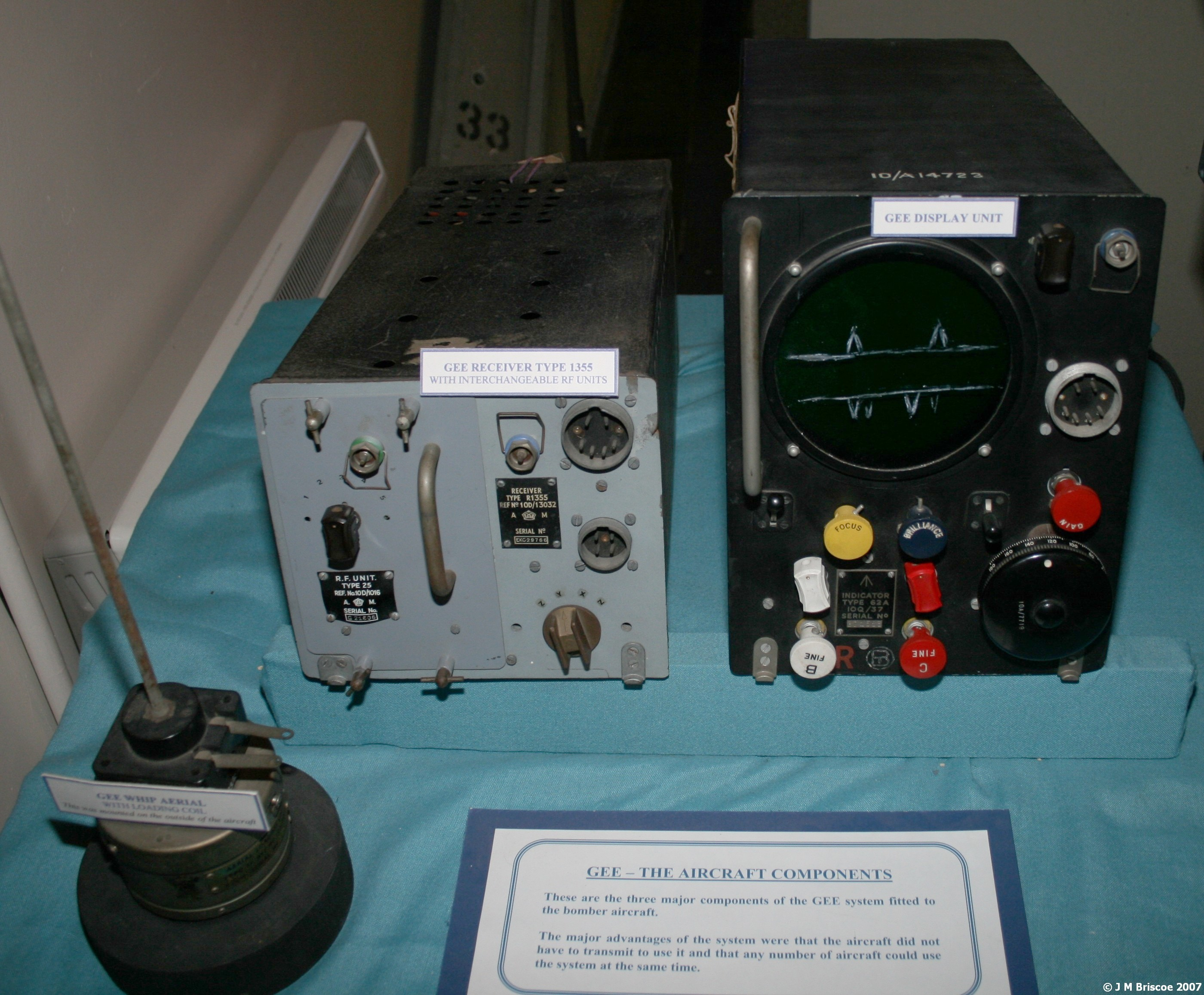
Apparecchi riceventi sull'aereo

Il GEE fu messo a punto da Robert Dippy al Telecommunications Research Establishment (TRE) di Swanage, nel Dorset.

## Storia
Teorizzato fin dal 14 agosto 1940, il GEE fu installato per la prima volta il 22 giugno 1941 a Daventry, Ventnor e Stenigot (East Lindsey) e diventò operativo la notte dall'11 al 12 agosto dello stesso anno, quando guidò due Vickers Wellington del 115º squadrone sopra Mönchengladbach. A causa della bassissima visibilità le bombe vennero sganciate basandosi unicamente sui calcoli del GEE e la città fu colpita. Analoghi successi ebbero future missioni di prova, ma lo Stato Maggiore della RAF decise, per timore che i tedeschi sviluppassero efficaci contromisure quando ancora le riceventi GEE erano installate in pochi aerei, di ritardare di sette mesi l'effettivo impiego operativo.
GEE debuttò in massa la notte tra l'8 e il 9 marzo 1942 su 74 dei 211 bombardieri inviati a bombardare Essen, ma l'inesperienza degli equipaggi, che in alcuni casi sganciarono le bombe senza curarsi delle indicazioni fornite dal sistema di navigazione, fece sì che la città non subisse alcun danno. L'apparecchio, sebbene non coprisse né Lubecca né Rostock, fu usato il 28 marzo 1942 per raggiungere la prima città e alla fine di aprile per giungere alla seconda. Anche se utile in linea di massima, GEE non si rivelò capace di aiutare gli equipaggi a colpire le grandi città della Ruhr, facilmente confondibili tra loro e costantemente coperte da una cortina di smog.

## Funzionamento
Il GEE (nome in codice derivato dalla lettera "G", iniziale di grid, cioè elettrodo) consisteva nella ricezione in volo delle trasmissioni inviate da tre stazioni nel Regno Unito, distanti circa 160 km l'una dall'altra. Le due stazioni secondarie (slave stations) inviavano a quella principale (master station) degli impulsi a loro volta dirottati sull'aereo in volo fornito di appositi apparecchi riceventi e di un tubo a raggi catodici. Il navigatore dell'aereo calcolava quindi le coordinate in modo da determinare la sua posizione.
GEE non si rivelò infallibile, difatti il suo margine d'errore variava da un minimo di 800 m a più di 8 km. La sua portata, soggetta a fattori come la quota di volo, le condizioni meteo e il magnetismo, arrivava a 480–640 km dalla stazione principale. Un caso limite si registrò la notte del 13-14 aprile 1943 quando i suoi impulsi raggiunsero una formazione di bombardieri sopra La Spezia, a 1.175 km di distanza.
Altra pecca del GEE fu il fatto che poteva essere disturbato dalle contromisure elettroniche tedesche, che avevano la capacità di dirottare l'aereo su false rotte.

## L'importanza per ilBomber Command
Nonostante i suoi difetti il GEE si dimostrò uno strumento assai utile per gli equipaggi dei bombardieri che dovevano colpire, di notte, il territorio germanico. La regione della Ruhr ad esempio si trovava nel suo raggio d'azione e, sebbene non precisissimo, dava un'idea al pilota della sua posizione e le bombe caddero meno frequentemente troppo distanti dagli obiettivi. Se poi si voleva colpire una città molto distante, il GEE guidava l'aereo fino a dove poteva riducendo in tal modo le probabilità di andare fuori rotta, perlomeno per una parte del viaggio.